# Psychotria polyantha
Psychotria polyantha är en måreväxtart som beskrevs av Dc.. Psychotria polyantha ingår i släktet Psychotria och familjen måreväxter. Inga underarter finns listade i Catalogue of Life.